# ستون آوندی (زیست‌شناسی)
در یک گیاه آوندی، ستون آوندی (به انگلیسی: Stele) بخش مرکزی ریشه یا ساقه است که دارای بافت‌های مشتق‌شده از پروکامبیوم است. اینها شامل بافت آوندی، در برخی موارد بافت زمینی (پیت) و یک دور پیراچرخه است که در صورت وجود، بیرونی‌ترین مرز ستون را مشخص می‌کند. در خارج از ستون آوندی، درون‌پوست قرار دارد که درونی‌ترین لایه سلولی قشر است.
مفهوم ستون آوندی در اواخر قرن ۱۹ توسط گیاه‌شناسان فرانسوی PEL van Tieghem و H. Doultion به عنوان مدلی برای درک رابطه بین جوانه و ریشه و برای بحث دربارهٔ تکامل ریخت‌شناسی گیاهان آوندی گسترش یافت. اکنون، در آغاز قرن بیست‌ویکم، زیست‌شناسان مولکولی گیاهی به درک ژنتیک و مسیرهای رشدی که بر الگوهای بافتی در ستون آوندی حاکم است، می‌رسند. علاوه بر این، فیزیولوژیست‌ها در حال بررسی این هستند که چگونه کالبدشناسی (اندازه‌ها و شکل‌ها) ستون‌های آوندی مختلف بر عملکرد اندام‌ها تأثیر می‌گذارد.